# Etxebarria
Etxebarria è un comune spagnolo di 798 abitanti situato nella comunità autonoma dei Paesi Baschi.